# Twitchina
La twitchina es una proteína citoesquelética que corresponde con el gen UNC-22. Se sitúa en el disco Z del sarcómero del músculo estriado de algunos invertebrados (como Mollusca), sustituyendo a la titina y/o a la proyectina. Posee una masa molecular muy inferior a estas, de unos 700kDa. Une los filamentos gruesos al disco Z al tiempo que regula la actividad de la miosina II del sarcómero. Al igual que la titina presenta una morfología de resorte que ayuda a llevar a cabo el proceso de contracción y, en especial, relajación muscular. La twitchina utiliza Mg2+ como cofactor.